# Sandholmane
Sandholmane est une île norvégienne du comté de Hordaland appartenant administrativement à Os.

## Description
Rocheuse et couverte d'arbres, elle s'étend sur environ 170 m de longueur pour une largeur approximative de 158 m.